# HD 2888
HD 2888，又名BD+42 99，SAO 36453、HR 128，是一颗恒星，视星等为6.7，位于銀經119.29，銀緯-19.24，其B1900.0坐标为赤經0h 27m 3s，赤緯+42° -19.24′ 35″。